# Kondó
Kondó község Borsod-Abaúj-Zemplén vármegye Miskolci járásában.

## Fekvése
Miskolctól közúton 17 kilométerre északnyugatra fekszik; a környező települések: Parasznya (kb. 4 km), Radostyán (3 km), Sajókápolna (4 km), Sajólászlófalva (kb. 2 km), Varbó (kb. 5 km), a legközelebbi város: Sajószentpéter (7 km).

### Megközelítése
Zsáktelepülés, közúton csak egy útvonalon érhető el, a 2517-es útból Radostyán külterületén kiágazó 25 133-as számú mellékúton.

## Közélete

### Polgármesterei
- 1990–1994: Tőzsér Miklós (független)[4]
- 1994–1998: Tözsér Miklós (független)[5]
- 1998–2002: Tőzsér Miklós (független)[6]
- 2002–2006: Soltész Kálmán Dezsőné (független)[7]
- 2006–2010: Lovas Bertalan (független)[8]
- 2010–2014: Lovas Bertalan (független)[9]
- 2014–2019: Fajder Gábor (független)[10]
- 2019–2024: Fajder Gábor (független)[11]
- 2024– : Fajder Gábor (független)[1]

## Népesség
A település népességének változása:
| Lakosok száma | 622  | 601  | 593  | 583  | 515  | 498  | 485  |
|               | 2013 | 2014 | 2015 | 2021 | 2022 | 2023 | 2024 |

A 2001-es népszámlálás adatai szerint a településnek csak magyar lakossága van.
A 2011-es népszámlálás során a lakosok 91,8%-a magyarnak, 0,5% cigánynak, 0,2% németnek, 0,2% ruszinnak mondta magát (8,2% nem nyilatkozott; a kettős identitások miatt a végösszeg nagyobb lehet 100%-nál). A vallási megoszlás a következő volt: római katolikus 19%, református 53,7%, görögkatolikus 4,9%, evangélikus 0,2%, felekezeten kívüli 8,5% (12,9% nem válaszolt).
2022-ben a lakosság 93,2%-a vallotta magát magyarnak, 0,4% cigánynak, 0,2% németnek, 1,4% egyéb, nem hazai nemzetiségűnek (6,8% nem nyilatkozott; a kettős identitások miatt a végösszeg nagyobb lehet 100%-nál). Vallásuk szerint 9,5% volt római katolikus, 41,2% református, 2,9% görög katolikus, 2,1% egyéb keresztény, 8% felekezeten kívüli (33% nem válaszolt).

## Látnivalók
- Református templom
- Bányató